# Ngerengere (Morogoro)
Ngerengere è una circoscrizione mista (mixed ward) della Tanzania situata nel distretto rurale di Morogoro, regione di Morogoro. Conta una popolazione di 11 780 abitanti (censimento 2012).